# 弗吉尼亚大学达顿商学院
弗吉尼亚大学达顿商学院（University of Virginia Darden School of Business）是弗吉尼亚大学開設的研究生商学院，位于美國弗吉尼亚州夏洛茨维尔的弗吉尼亚大学校園內。达顿商学院提供MBA、博士和高管教育课程。弗吉尼亚大学达顿商学院成立于1955年，商學院名稱來自於前民主党国会议员、前弗吉尼亚州州长、弗吉尼亚大学前校长科尔盖特·达登。弗吉尼亚大学达顿商学院以個案教學法为唯一教学方法。